# Диктиновые пауки ткачи
Диктиновые пауки ткачи (лат. Dictynidae) — семейство аранеоморфных пауков из надсемейства Dictynoidea.

## Этимология
Название происходит от др.-греч. δὶκτυον — «паутина»

## Описание
Имеют 8 примерно одинаковых по размеру глаз, расположенных в два параллельных ряда. Передние медиальные глаза темные, остальные светлые. Головогрудь овальная. Брюшко удлиненно-овальное, сзади относительно заостренное. Передние паутинные бородавки широко раздвинуты, анальный бугорок небольшой. Хелицеры отвесные, у самцов часто вытянутые и массивные, используются при спаривании для удерживания самки. Членики ног, как правило, без шипов.

## Экология
Плетут небольшие треугольные ловчие сети, которые связаны с убежищем сигнальными нитями. Сети располагают на ветвях и листьях деревьев и кустарников, а также на стенах зданий. Добычей являются мелкие двукрылые (мухи, цикадки).

## Размножение
Спариваются весной или в начале лета, изредка — осенью. После спаривания самцы погибают. Самка плетёт белый линзовидный кокон, содержащий несколько десятков яиц (от 7 до 35). Могут изготавливать несколько коконов, которые располагают в убежище друг над другом и нередко маскируют посторонними частицами.
Молодь вылупляется на второй постэмбриональной стадии, поэтому сначала не может плести сетей и пользуется ловчей сетью матери. К самостоятельной жизни приступают после первой линьки.

## Распространение
Встречаются практически повсеместно.

## Классификация
По данным Всемирного каталога пауков на август 2017 года семейство включает 616 видов, объединяемых в 55 родов:
- Adenodictyna  Ono, 2008
- Aebutina  Simon, 1892
- Ajmonia  Caporiacco, 1934
- Altella  Simon, 1884
- Anaxibia  Thorell, 1898
- Arangina  Lehtinen, 1967
- Archaeodictyna  Caporiacco, 1928
- Arctella  Holm, 1945
- Argenna  Thorell, 1870
- Argennina  Gertsch & Mulaik, 1936
- Atelolathys  Simon, 1892
- Banaidja  Lehtinen, 1967
- Bannaella  Zhang & Li, 2011
- Blabomma  Chamberlin & Ivie, 1937
- Brigittea  Lehtinen, 1967
- Brommella  Tullgren, 1948
- Callevophthalmus  Simon, 1906
- Chaerea  Simon, 1884
- Chorizomma  Simon, 1872
- Cicurina  Menge, 1871
- Devade  Simon, 1884
- Dictyna  Sundevall, 1833
- Dictynomorpha  Spassky, 1939
- Emblyna  Chamberlin, 1948
- Hackmania  Lehtinen, 1967
- Helenactyna  Benoit, 1977
- Hoplolathys  Caporiacco, 1947
- Iviella  Lehtinen, 1967
- Kharitonovia Esyunin, Zamani & Tuneva, 2017
- Lathys  Simon, 1884
- Mallos  O. Pickard-Cambridge, 1902
- Marilynia  Lehtinen, 1967
- Mashimo  Lehtinen, 1967
- Mastigusa  Menge, 1854
- Mexitlia  Lehtinen, 1967
- Mizaga  Simon, 1898
- Myanmardictyna Wunderlich, 2017
- Nigma  Lehtinen, 1967
- Paradictyna  Forster, 1970
- Paratheuma Bryant, 1940
- Penangodyna  Wunderlich, 1995
- Phantyna  Chamberlin, 1948
- Qiyunia  Song & Xu, 1989
- Rhion  O. Pickard-Cambridge, 1870
- Saltonia  Chamberlin & Ivie, 1942
- Scotolathys  Simon, 1884
- Shango  Lehtinen, 1967
- Sudesna  Lehtinen, 1967
- Tahuantina  Lehtinen, 1967
- Tandil  Mello-Leitão, 1940
- Thallumetus  Simon, 1893
- Tivyna  Chamberlin, 1948
- Tricholathys  Chamberlin & Ivie, 1935
- Viridictyna  Forster, 1970
- Yorima  Chamberlin & Ivie, 1942